# A sólyom népe
A sólyom népe az Edda Művek 2015-ben megjelent harminckettedik albuma. Az album arról szól, hogy kik vagyunk, honnan jöttünk, hová tartunk és mit tehetünk saját magunkért és a nemzetért.

## Számok listája
1. A sólyom népe
2. Ez a föld a miénk
3. Állj mellém
4. Nevesincs lány
5. Durva nehéz
6. Ez fáj
7. Az utolsó hazugság
8. Kozmikus magány
9. A kinti meló
10. Élet-éhség
11. Szükség van a hősökre
12. Erdély felé

## A zenekar felállása
- Alapi István – gitár, vokál
- Gömöry Zsolt – billentyű, vokál
- Hetényi Zoltán – dobok
- Kicska László – basszusgitár, vokál
- Pataky Attila – ének